# António da Áustria
Antônio da Áustria-Toscana (em alemão: Anton Maria Franz Leopold Blanka Karl Joseph Ignatius Raphael Michael Margareta Nicetas Erzherzog von Österreich; Viena, 20 de março de 1901 – Salzburgo, 22 de outubro de 1987), foi um Arquiduque da Áustria e Príncipe da Toscana, filho do arquiduque Leopoldo Salvador da Áustria-Toscana e de sua esposa, a infanta Branca da Espanha. Antônio casou-se com a princesa Helena da Romênia, irmã do rei Carlos II.

## Biografia
António era o sétimo de dez filhos do arquiduque Leopoldo Salvador da Áustria, Príncipe da Toscana, e da infanta Branca de Espanha, filha de Carlos, Duque de Madrid.

## Casamento e descendencia
Depois de ser apresentado pelo rei Carlos II da Romênia à sua irmã Helena, casou-se com ela em Sinaia a 26 de julho de 1931.
Tiveram os seguintes filhos:
- Estevão da Áustria (5 de agosto de 1932 – 12 de novembro de 1998)
- Maria Helena da Áustria (18 de dezembro de 1933 – 11 de janeiro de 1959); casou-se com o conde Franz Josef Kottulinsky.
- Alexandra da Áustria (nascida a 21 de maio de 1935); casou-se com o duque Eugênio de Württemberg, filho da Princesa Nadezhda da Bulgária
- Domênico da Áustria (nascido a 4 de julho de 1937)
- Maria Madalena da Áustria (2 de outubro de 1939 – 18 de agosto de 2021)
- Isabel da Áustria (15 de janeiro de 1942 – 2 de janeiro de 2019)

O casamento acabou em divórcio, tornado oficial no dia 29 de maio de 1954. Enquanto Helena se tornou numa freira, António permaneceu na Áustria onde morreu a 22 de outubro de 1987 aos 86 anos.